# Parque botánico y zoológico de la Nación Navajo

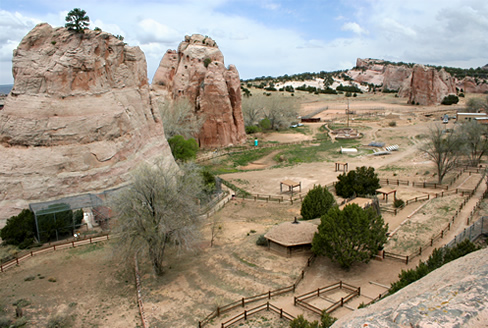
Vista del zoológico del Navajo Nation Zoological and Botanical Park.

El Parque Botánico y Zoológico de la Nación Navajo (en inglés: Navajo Nation Zoological and Botanical Park), es un zoológico y jardín botánico del desierto, de 7 acres (28,000 m²) de extensión, situado en Window Rock, Arizona, Estados Unidos. Su código de reconocimiento internacional como institución botánica, así como las siglas de su herbario, es NAVAJ.

## Localización
El jardín está situado en el desierto al pie de los pináculos de arenisca conocidos como "The Haystacks", en la zona USDA 9B.
- Promedio de temperaturas 22 °F (−6 °C) a 110 °F (43 °C).
- Promedio anual de lluvias 289 mm.

Navajo Nation Zoological and Botanical Park, P.O.Box 9000, Navajo Nation Hwy. 264, Building 36A Window Rock, Apache County, Arizona 515-9000 United States of America-Estados Unidos de América.35°39′51.12″N 109°3′4.32″O / 35.6642000, -109.0512000
Los viajes en grupo pueden ser arreglados entrando en contacto con el parque zoológico. Hay también un programa de "Adopte-un-Animal" y un día al año de "Zoo Sponsor Appreciation Day" (Aprecio del patrocinador del parque zoológico) 

## Historia
El complejo fue creado en el año 1962.
El parque zoológico, que tiene admisión libre al público, recibió un presupuesto ampliado recientemente y un programa del "Department of Fish and Wildlife" (Departamento de Pesca y de Fauna) de la Navajo Nation. Los planes futuros incluyen: ampliación de la exposición herpetológica, un acuario de los peces nativos, una nueva exposición sobre el zorro rojo, y oportunidades educativas ampliadas. 

## Colecciones
En sus colecciones se exhiben animales y plantas nativos que están relacionados con los Navajos, y es el único parque zoológico tribal autorizado por el Ministerio de Agricultura de los EE. UU. y la única facilidad zoológica que etiqueta sus objetos expuestos en ambos Navajo y Inglés. 
El zoo contiene unas 30 especies de animales salvajes y de aves rapaces en los hábitats naturales, casi que son nativos a la nación Navajo. Sus criaturas salvajes incluyen el oso negro, lince, puma, coyote, alce, monstruo de gila, serpiente de cascabel, mofeta, zorro rojo, zorro gris, así como grulla, águila dorada, halcón, y gran búho de cuernos.
El parque botánico es un bosque nativo enano de piñón pine y enebro (comúnmente llamado "cedar") se entremezcla con la hierba de la Pradera Atriplex confertifolia, común dentro del parque, al igual que olmo siberiano especie no indígena. El parque también exhibe a un macho y a una hembra de hogan (viviendas tradicionales de los navajos), así como un umbráculo. 
Entre sus colecciones:
- Plantas Nativas de Arizona,
- Colecciones etnobotánicas.